# Planinska koča na Ermanovcu
Planinska koča na Ermanovcu (964m) je planinska postojanka na slemenu severozahodno od vrha Ermanovec (1026 m). Koča je bila odprta leta 1986. Ima dva gostinska prostora s 35 sedeži in točilnim pultom in nudi prenočišče v 4 sobah s 14 posteljami in v skupni spalnici s 20 ležišči. Koča je oskrbovana od 1. maja do 30. novembra, v zimskih mesecih pa ob sobotah, nedeljah in praznikih.

## Dostopi
- iz Sovodnja (1.15h)
- s Trebije prek Stare Oselnice (1.30h)
- s Kladja (1h)
- iz vseh omenjenih smeri je mogoč dostop do koče tudi po lokalni cesti.

## Ture
- na Ermanovec (1026 m) 20min.
- na Bevkov vrh (1051 m) 2h